# St. Martin (Kollbach)

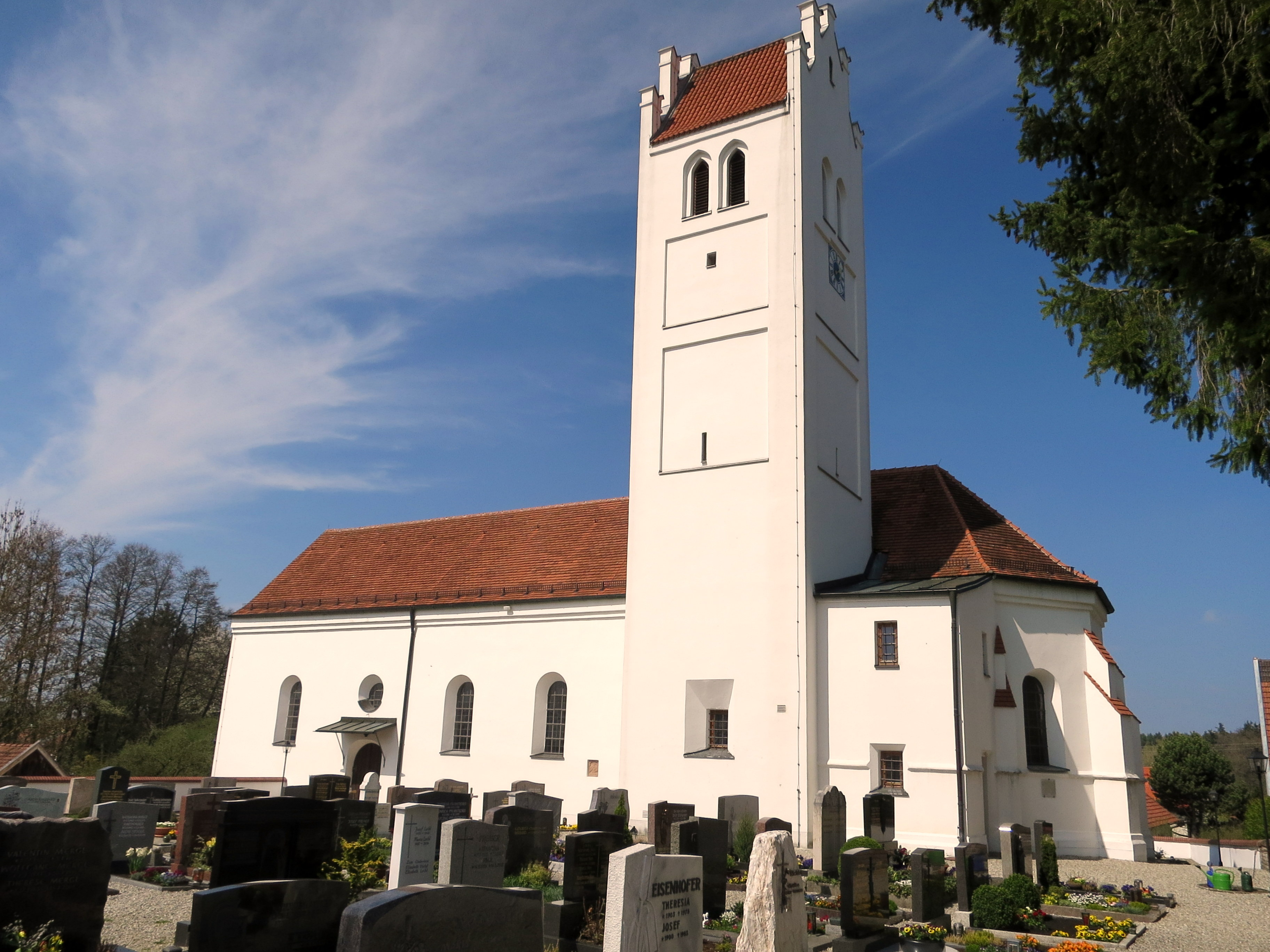
St. Martin in Kollbach

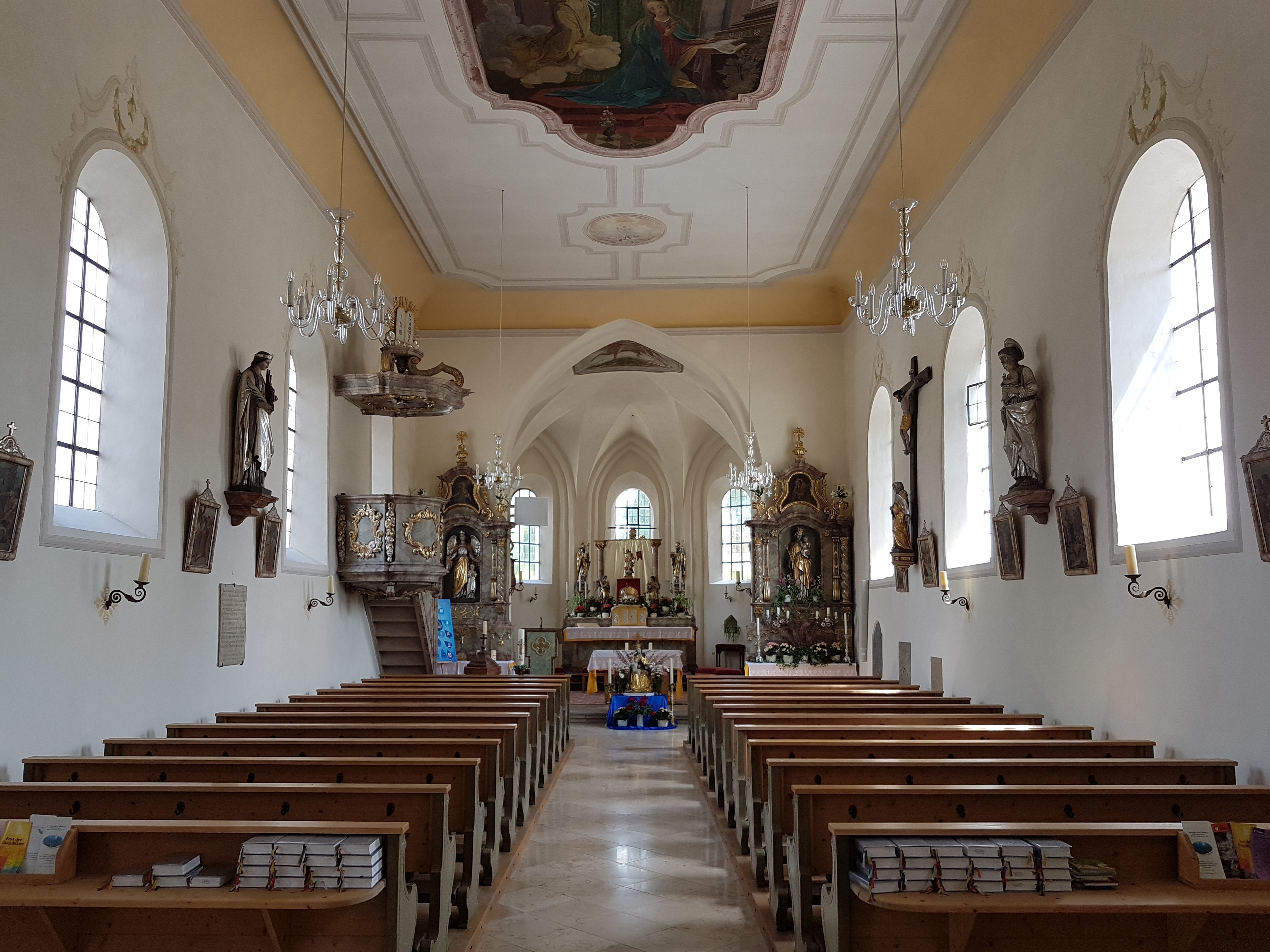
Innenraum mit Blick zum Chor

Die St.-Martins-Kirche Kollbach ist eine römisch-katholische Pfarrkirche in Kollbach, einem Ortsteil der Gemeinde Petershausen im Landkreis Dachau. Kirchenpatron ist Martin von Tours.

## Geschichte
Die erste urkundliche Erwähnung des Ortes Kollbach stammt aus der Regierungszeit des Freisinger Bischofs Egilbert (1006–1039). Die Kirche dürfte im Zeitraum zwischen 1006 und 1022 entstanden sein. Neben einer bereits 1288 wohl noch im romanischen Stil errichteten Wallfahrtskirche entstand die Pfarrkirche St. Martin, die noch vor 1315 errichtet worden sein muss. Kollbach gehörte lange Zeit zum Kollegiatsstift Ilmmünster, dessen Mutterkloster ursprünglich die Benediktinerabtei Tegernsee war. Als im Jahr 1493 Ilmmünster aufgelöst und „unter Beibehaltung aller seiner Freiheiten“ dem neu errichteten Stift bei der neu gebauten Frauenkirche in München „einverleibt und zinsbar“ gemacht wurde, kam auch Kollbach rechtlich zur Frauenkirche München. Erst 1803, nach der Säkularisation, wurde Kollbach eine selbstständige Pfarrei. Seit 1994 bildet Kollbach zusammen mit den Pfarreien Asbach, Petershausen und Obermarbach einen Pfarrverband, der ab 1. März 2013 um Weichs und Vierkirchen erweitert  wurde.
Die St.-Martins-Kirche wurde nach Zerstörung im Dreißigjährigen Krieg um 1650 wiederhergestellt und barockisiert sowie 1889 um 10 Meter auf die Gesamtlänge von 30 Metern (Chor 9 Meter, Schiff 21 Meter) erweitert.

## Baubeschreibung
Die Kirche ist ein Baudenkmal und wird in der Liste der Baudenkmäler in Petershausen folgendermaßen beschrieben:
- Katholische Pfarrkirche St. Martin: Saalbau mit eingezogenem, dreiseitig geschlossenem Chor, im südlichen Winkel Turm mit Zinnengiebeln, Chor und Turm spätmittelalterlich, um 1650 wiederhergestellt und barockisiert, 1889 nach Westen verlängert; mit Ausstattung.